# Роган, Юджин
Юджин Роган  (Eugene Rogan, 1960) — британский историк-арабист и автор книг, профессор.

## Биография
Ученик известного арабиста А. Хурани, автора книги
«История арабских народов». Профессор современной истории Ближнего Востока в Оксфорде и научный сотрудник колледжа Святого Антония. Возглавляет Центр Ближнего Востока Оксфордского университета. Книга «Frontiers of the State in the Late Ottoman Empire» получила премию имени А. Хурани.